# Bring It On: Fight to the Finish
Bring It On: Fight to the Finish is een Amerikaanse film omtrent cheerleading uit 2009 onder regie van Bille Woodruff. De film is het vijfde deel uit de Bring It On-reeks, met als voorlopers Bring It On (2000), Bring It On Again (2004), Bring It On: All Or Nothing (2006) en Bring It On: In It To Win It (2007).

## Verhaal
De stoere, gevatte cheerleader Catalina "Lina" Cruz verhuist van het ruige East L.A. naar Malibu. Moeder Isabel is onlangs hertrouwd met de blanke, welvarende Henry, die Catalina maar moeilijk als vervangende vader kan accepteren, en wil met haar nieuwe echtgenoot het luxueuze bestaan opbouwen waarvan ze voorheen nooit heeft kunnen dromen. Bedroefd neemt Lina als captain van de "Rough Riders", een team cheerleaders dat serieus meedingt naar het Spirit All Stars-kampioenschap, afscheid van vriendinnen Gloria en Treyvonetta om een onzekere toekomst tegemoet te gaan op de Malibu Vista high school.
In de gekunstelde sfeer van Malibu staat Lina versteld van de rijkdom die ze vanaf heden kan genieten. Henry's riante villa verschaft eindeloze mogelijkheden, maar kan niet verbloemen dat Lina zich weldra eenzaam voelt in een overdreven overvloedige omgeving. Henry's dochter Skyler stelt alles in het werk om Lina zich zo snel mogelijk thuis te laten voelen, maar haar liefdevolle pogingen komen vooral over als een pathetische roep om aandacht. Lina verdiept zich qua cheerleading in de markt, waarbij ze de keuze heeft tussen de snobistische houding van de "Jaguars" en de gênante vertoningen van de "Sea Lions".
Lina neigt aanvankelijk naar het roofdierinstinct van de verwaande Avery Whitbourne, maar ze kiest, op aandringen van moeder Isabel, voor het lid worden van een knullig team. Bij een bezoek in de gymzaal geeft Lina een korte impressie van de basisbeginselen van cheerleading en wekt zodoende de volledige aandacht van basketballer Evan. De "Sea Lions" raken zodanig onder de indruk van Lina's bewegingen dat ze reeds voor haar toezegging wordt verkozen tot teamcaptain. Telefonisch verneemt Lina van Gloria dat de "Rough Riders" na haar vertrek spoedig uit elkaar zijn gevallen, waarop ze de vacature in het team opvult door haar oude vriendin naar Malibu te halen. Gloria vertrekt met haar vriend Victor naar de andere kant van Los Angeles.
Het gezicht van de "Sea Lions" wordt in het bijzonder bepaald door een stel slecht presterende cheerleaders onder leiding van de klunzige "Sky", vriendin Christina en afhaakster Whitney. Als vervanger voor Whitney schakelt Lina zonder bedenking de hulp in van Treyvonetta, zodat ze een hereniging kan bewerkstelligen met haar vroegere teammaatjes. Tijdens een mislukt optreden van de "Sea Lions" voor een basketbalwedstrijd – waaraan Evan deelneemt –, redden de "Jaguars" – onder leiding van Evans zus Avery en haar rechterhand Kayla – hun falende concurrenten op geheel eigen wijze van de ondergang. Lina gaat met haar team naar een salsa-improvisatie in East L.A., waar de cheerleaders aan hun bewegingen kunnen werken. Sky haalt zich onbedoeld de woede op de hals van twee opstandige meisjes, maar uiteindelijk geven de verliefdheid tussen Lina en Evan en de onwaarschijnlijke vriendschap tussen Evan en Victor de avond een uiterst vruchtbaar karakter.
De volgende dag komt Lina met het idee om met haar team deel te laten nemen aan het Spirit All Stars-kampioenschap, waarna de "Sea Lions" akkoord gaan met het verdubbelen van hun inspanningen. Avery en Kayla verbazen zich over de geheel toevallige aanwezigheid van Gloria en Treyvonetta en ontdekken dat Henry zijn invloed heeft misbruikt om de meiden tot Malibu Vista toe te laten. En ze zorgen ervoor dat Lina's vriendinnen de school en dus het team moeten verlaten. De "Sea Lions” ontvangen van een shoevite-meisje een uitnodiging voor een party van de "Rodeo Drive Diva's", maar pas na de peptalk van Sky en de gewenste datevraag van Evan waagt Lina zich naar het feest. Na een dansbattle tussen Lina en Avery vertelt de blanke brunette dat de latina niet in Malibu thuishoort, waarop de onwelkome buitenstaander naar buiten vlucht, haar verkering met Evan verbreekt, direct wil terugkeren naar East L.A. en stopt met het aanvoerderschap van de "Sea Lions".
Gloria en Treyvonetta confronteren Lina en overtuigen hun beste vriendin om zowel in Malibu als captain van de "Sea Lions" te blijven, maar de volgende dag gooit de helft van de teamleden het bijltje erbij neer als protest tegen de afwezige routine van hun aanvoerder. Avery en Kayla maken Lina, Sky en Christina kenbaar dat ze het kampioenschap op hun buik kunnen schrijven. Na een excursie naar de sportschool smeden Lina en Gloria de ingenieuze constructie met de sportschool als sponsor, het mengen van de "Rough Riders" en de "Sea Lions" tot "Dream Team" en Gloria en Treyvonetta als legitieme teamleden. Het Spirit All Stars-kampioenschap vangt aan na aankondiging en wordt rechtstreeks uitgezonden via E! News met presentatie van Giuliana Rancic. Twee teamcaptains strijden op competitieve wijze om een boven alles begeerde titel.

## Rolverdeling
- Christina Milian - Catalina "Lina" Cruz
- Vanessa Born - Gloria
- Gabrielle Dennis - Treyvonetta
- Holland Roden - Skyler ("Sky")
- Nikki SooHoo - Christina
- Brittany Carson - Whitney
- Rachele Brooke Smith - Avery Whitbourne
- Meagan Holder - Kayla
- Cody Longo - Evan Whitbourne
- Brandon Gonzales - Victor
- Laura Cerón - Isabel Cruz
- David Starzyk - Henry
- Janelle Martinez - opstandig meisje (East L.A.)
- Jessica Martinez - opstandig meisje (East L.A.)
- Julia Lehman - shoevite-meisje
- Christopher "War" Martinez - Cholo
- Stefan Mavi - gangster
- Jimmy Monvoisin - gangster
- Lisa Arturo - aankondiger
- Megan Hubbell - rijk meisje

## Cameo
- Giuliana Rancic - Giuliana Rancic

## Filmmuziek
- 1. Christina Milian - I Gotta Get To You
- 2. The Veronicas - Popular
- 3. Prima J - Corazon (You're Not Alone)
- 4. Fizz & Boog - Bounce
- 5. World's First - Get It Girl
- 6. Kat DeLuna & Elephant Man - Whine Up
- 7. Forever The Sickest Kids - Whoa Oh! (Me vs. Everyone)
- 8. L.A. Rouge - Dale
- 9. Andrew Gross, Carmen Carter & Nelson Marquez - Mueve La Caderas
- 10. Andrew Gross - Viva La Celebration